# Luigi Vero Tarca

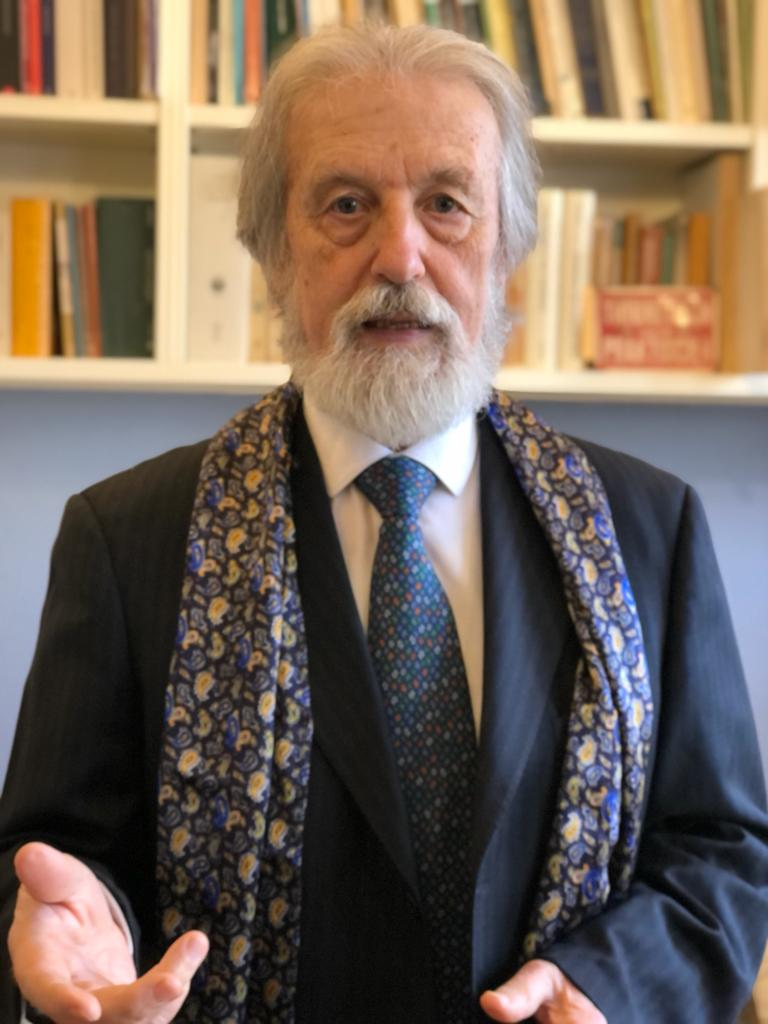
Luigi Vero Tarca, filosofo italiano.

Luigi Vero Tarca (Sondrio, 19 aprile 1947) è un filosofo italiano che ha formulato la concezione filosofica della pura differenza e del puro positivo.

## Biografia
Luigi Vero Tarca è professore onorario presso l’Università Ca' Foscari Venezia, dove in precedenza è stato professore ordinario di Filosofia teoretica, direttore (successivamente Emerito) del CESTUDIR (Centro Studi sui Diritti Umani), presidente del corso di laurea in Filosofia e delegato alla ricerca del Dipartimento di Filosofia e Beni Culturali.
Dopo avere frequentato il Liceo Classico "G. Piazzi" di Sondrio, si è laureato in Filosofia nel 1970 presso l’Università Cattolica di Milano, avendo come relatore Emanuele Severino. Ha quindi svolto ininterrottamente attività di ricerca e di insegnamento presso l’Università Ca' Foscari di Venezia fin dalla fase di avvio della Facoltà di Lettere e Filosofia: come esercitatore (dal 1971), poi borsista (dal 1973), contrattista (dal 1975) e ricercatore (dal 1981).
Nel 1975 ha sposato Grazia Minniti, dalla quale ha avuto due figli. Dal 1981 abita a Treviso con la famiglia.
Nel 1992 è diventato professore associato di Filosofia teoretica presso l’Università di Salerno, dove ha insegnato dal 1992 al 1996. Nello stesso periodo ha insegnato pure Logica presso l’Università Ca’ Foscari di Venezia, dove si è trasferito nel 1996 unendo, all'insegnamento di Logica, quello di discipline teoretiche quali Filosofia della conoscenza ed Ermeneutica filosofica. In questa stessa Università ha operato, a partire dal 2001, quale professore ordinario di Filosofia teoretica. Sempre nell'ateneo veneziano ha lanciato, insieme al collega Romano Madera, il seminario aperto di pratiche filosofiche.

## Pensiero filosofico
La filosofia della pura differenza e del puro positivo proposta da Tarca si basa sulla distinzione tra la differenza e la negazione, ed è volta a liberare il pensiero dagli aspetti nocivi della negazione, che egli chiama "necativi".

### Il pensiero libero rispetto alla negazione
Tale concezione scaturisce dall'interazione tra la ripresa del tema della verità innegabile, propria della speculazione classica (rappresentata emblematicamente da Emanuele Severino, di cui Tarca è stato allievo), e la dissoluzione di tutte le forme di necessità, dissoluzione che caratterizza in maniera essenziale la filosofia contemporanea e che può essere compendiata nel nome di Ludwig Wittgenstein (in particolare in relazione alla fase matura del suo pensiero), autore che Tarca ha studiato a fondo. La conciliazione di queste due esigenze, apparentemente incompatibili, conduce Tarca a un pensiero singolare (da lui definito in una occasione "al cento per cento razionale e al cento per cento mistico") che giunge a confrontarsi con tradizioni sapienziali non solo occidentali, grazie anche al profondo contatto intrattenuto con Raimon Panikkar.

### La trappola del negativo e la pura differenza
La prospettiva filosofica di Tarca scaturisce dalla considerazione che la verità, intesa come innegabile (non negabile), pare definita dalla negazione (e quindi dai suoi aspetti negativi), dal momento che proprio la negazione possiede essenzialmente il carattere della innegabilità, giacché persino chi negasse la negazione per ciò stesso finirebbe con l'affermarla. Questa circostanza è da lui compendiata in alcune formule canoniche, quali: "La negazione della negazione è negazione", o "Il negativo del negativo è negativo", le quali ereditano esplicitamente la forza giustificativa del procedimento filosofico elenctico (elenchos) che da Parmenide, in particolare attraverso Aristotele, giunge fino a Severino, il quale lo ha riproposto in forma rinnovata nella nostra epoca.
Tarca chiama "trappola del negativo" la circostanza che, apparendo la negazione insuperabile e quindi inevitabile, lo stesso positivo, inteso come non‑negativo, si rovescia in negativo ("Il positivo, in quanto non‑negativo, è negativo"). Egli mostra però come l'intrascendibilità della negazione dipenda dall'identificazione della differenza con la negazione: se ogni differenza è, in quanto tale, una negazione, allora qualsiasi posizione che intenda differenziarsi dall'atteggiamento negativo viene per ciò stesso a costituirsi a sua volta come una negazione. La liberazione da tale trappola consiste dunque nella "pura differenza", cioè in quell'aspetto della differenza per la quale questa istituisce un rapporto positivo persino con il negativo, distinguendosi in tal modo dalla negazione del negativo.
La liberazione da tale trappola consente di pensare quello che Tarca chiama "puro positivo", cioè il positivo in quanto distinto dalla totalità del negativo (ivi compresa la negazione del negativo). In tal modo il pensiero giunge a porre il "tutto‑positivo" (ciò per cui ogni ente è salvo, o libero, rispetto al negativo) e la filosofia assume il volto dell'onnialetismo, per il quale "Ogni proposizione è vera". Prospettiva, questa, che affonda le proprie radici anche nell'impostazione wittgensteiniana la quale, spostando l'accento dal tema della verità a quello del senso/significato, mostra la reciproca implicazione tra il senso e la verità: solo una proposizione che ha senso può essere falsa, ma se ha senso allora essa possiede già una qualche forma di verità.

### Ripensamento dei temi filosofici classici: verità, non contraddizione, nichilismo.
Questa impostazione determina un ripensamento radicale dei vari temi (di tipo logico, ontologico, etico-politico e religioso) del pensiero filosofico, e ciò la porta a confrontarsi con i principali autori della nostra tradizione; quali, in particolare, Parmenide, Platone, Anselmo d'Aosta, Kant, Hegel, fino ai contemporanei: Wittgenstein, Derrida, Severino e Panikkar.
Per quanto riguarda tale ripensamento, Tarca mostra come la verità, se viene intesa come negazione (quindi come espressione di un soggetto negante) venga a costituirsi come un polo conflittuale contrapposto alla non‑verità, finendo in tal modo col perdere il proprio valore. Sia perché tale conflitto postula un tribunale superiore alla verità stessa, sia perché in questo modo la stessa verità innegabile – il cui valore consiste nel fatto di venire affermata persino dalla propria negazione (elenchos) – viene a negare qualcosa (la non‑verità) che per definizione la conferma, circostanza questa per cui la verità, in qualche modo, finisce per negare se stessa. Questa contraddizione è espressa da Tarca mediante la formula: "omnis negatio est contradictio" (ogni negazione è una contraddizione); espressa in latino per evocare immediatamente il confronto con la celebre proposizione spinoziana/hegeliana "omnis determinatio est negatio", formula che può ora vista come una sorta di definizione dell'orizzonte nichilistico: tutto è negabile e tutto è negativo.
La logica della filosofia va dunque distinta da quella della innegabilità e della non contraddizione, dal momento che entrambe queste figure (innegabilità e non contraddizione) risultano marchiate negativamente da quel "non", cioè dalla negazione. Il pensiero pienamente filosofico è quello che, mediante l'integrazione puramente positiva, si distingue tanto dalla logica contraddittoria quanto da quella non contraddittoria, realizzando così la trasfigurazione o conversione del non-negativo in positivo.
Per Tarca è proprio il fatto di distinguersi da ogni negazione che consente di portare a compimento in maniera valida la stessa fondazione assoluta della verità. Infatti, il severiniano principio di opposizione ("Il positivo si oppone al negativo") riesce a giustificarsi davvero solo nella misura in cui i due poli che lo costituiscono rappresentano essi stessi il criterio ultimo rispettivamente di ogni valore (il positivo) e di ogni dis‑valore (il negativo).

### Le implicazioni etico-pratiche e il confronto con altre tradizioni sapienziali
Sfruttando la sottolineatura del carattere valoriale della fondazione logico-filosofica, il suo pensiero si è andato confrontando, in maniera sempre più intensa, con questioni di carattere storico, etico, antropologico e sapienziale, venendo a toccare temi come la violenza, i conflitti, il potere, fino ai diritti umani, alla democrazia, alla tecnica, alla questione medica, e così via. Facendo leva in particolare sulla nozione di necazione, e cioè sul carattere nocivo della negazione, Tarca propone anche una lettura peculiare della vicenda umana, descritta appunto come la trasfigurazione dell'esperienza della necazione, cioè della morte e del dolore. La storia dell'umano si presenta così come il superamento della vita segnata dalla morte e dal dolore (cioè appunto dalla necazione).
Questo percorso ha consentito a Tarca di aprire un dialogo fecondo con tradizioni di pensiero extra-occidentali. In questo contesto risultano di particolare rilievo, grazie anche al suo incontro con Raimon Panikkar, gli ‘incontri' con stimoli legati al pensiero buddhista (per esempio giapponese), ma anche induista e, più in genere, orientale.

### Pratiche filosofiche
Un significato particolare, in questa prospettiva, assume l'esperienza delle pratiche filosofiche, che sono intese da Tarca come parte integrante della sua concezione del ‘filosofare'. Perché l'esperienza salva dal negativo può essere espressa solo da un linguaggio libero dalla necessità della negazione. Si tratta, più precisamente, di pratiche (innanzitutto, anche se non solo, dialogiche), capaci di rapportarsi positivamente persino rispetto alla negazione, la quale risulta in tal modo purificata dai suoi aspetti nocivi. Secondo Tarca, infatti, la parola filosofica assume il proprio autentico significato solo all'interno di un contesto relazionale nel quale il contenuto del dire filosofico (il tutto‑positivo della com‑posizione integrale) si trova in piena coerenza con il significato che tale gesto (il dire) possiede di fatto. Il fulcro della pratica filosofica consiste dunque nella creazione di situazioni e contesti capaci di generare discorsi coerenti con il contenuto pienamente positivo del sapere filosofico. Contesti di ogni tipo e livello: intellettuale, comunicativo, esperienziale, amicale, politico.

## Opere
- Verità, alienazione e metafisica. Rilettura critica della proposta filosofica di Emanuele Severino, Mevio Washington, Sondrio 1980.
- Il linguaggio sub specie aeterni. La filosofia di Ludwig Wittgenstein come attività razionale ed esperienza mistica, Francisci, Abano Terme (Padova) 1986.
- Elenchos. Ragione e paradosso nella filosofia contemporanea, Marietti, Genova 1993.
- Differenza e negazione. Per una filosofia positiva, La Città del Sole, Napoli 2001.
- Introduzione alla logica formale, Venezia, Cafoscarina, 2003 (Coautore: Francesco Berto)
- La filosofia come stile di vita. Introduzione alle pratiche filosofiche, Bruno Mondadori, Milano 2003 (Coautore: Romano Màdera).
- Dare ragioni. Un’introduzione logico-filosofica al problema della razionalità, Cafoscarina, Venezia 2004.
- Quattro variazioni sul tema negativo/positivo. Saggio di composizione filosofica, Ensemble ‘900, Treviso 2006.
- A lezione da Wittgenstein e Derrida. Ovvero come diventa reale un dialogo impossibile, Mimesis, Milano – Udine 2012 (Coautore: Igor Cannonieri).
- Verità e negazione. Variazioni di pensiero, a cura di Thomas Masini, Libreria Editrice Cafoscarina, Venezia 2016. (Raccolta di saggi del periodo 2005-2015).
- Philosophy as Life Path. An Introduction to Philosophical Practices, IPOC, Milan, 2007. (Traduzione di La filosofia come stile di vita. Introduzione alle pratiche filosofiche). Preface by Claudia Baracchi.